# Francisco Canaro

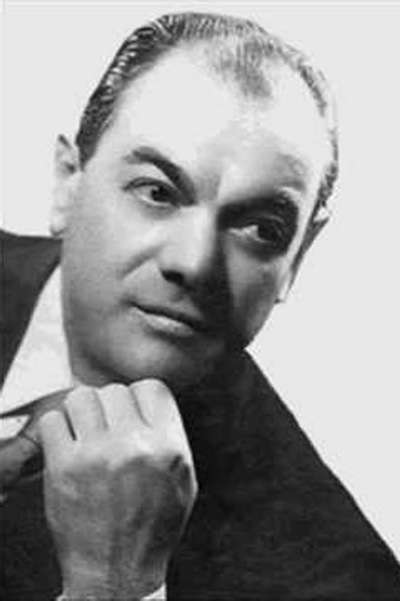
Francisco Canaro

Francisco Canaro (* 26. November 1880 oder 1888 in San José de Mayo (Uruguay); † 14. Dezember 1964 in Buenos Aires), genannt „Pirincho“ oder „El Kaiser“, war ein uruguayisch-argentinischer Musiker (Violinist, Mandolinist), Arrangeur, Bandleader und Komponist des Tango.

## Leben
Francisco Canaro war Sohn der italienischen Einwanderer Francesco Canaro und Raffaella Gatto. Als Musiker war er Autodidakt. Bereits kurz nach seiner Übersiedlung von Uruguay nach Argentinien im Jahr 1900 spielte er Violine in einem Instrumentaltrio. Im Jahr 1908 begann er seine Karriere als Berufsmusiker.
Canaro formierte zunächst eine Reihe von Instrumentaltrios. Im Jahr 1916 gründete er gemeinsam mit dem Pianisten José Martínez das Orquesta Canaro-Martínez. Nachdem dieses Tango-Orchester 1917 in das Orchester des Pianisten Roberto Firpo integriert wurde, nannte es sich Orquesta Firpo-Canaro. 1925 gründete Canaro das erste Tango-Orchester, das seinen Namen trug. Um 1932 gründete er das Instrumentalquintett Quinteto Pirincho, welches sehr zur Verbreitung des Tangos außerhalb Argentiniens beitrug.
Francisco Canaro setzte als erster das Violoncello in einem Tango-Orchester ein. Er komponierte über 700 Musikstücke und unternahm zahlreiche Konzertreisen nach Europa, Amerika und Asien. Unter dem Titel Mis bodas de oro con el tango (deutsch: Meine Goldhochzeit mit dem Tango) erschien 1957 seine Autobiografie. Seine Brüder Juan Luis, Mario und Rafael waren ebenfalls Tango-Musiker.
Im Süden Montevideos ist eine Straße nach Francisco Canaro benannt.

## Einige Kompositionen
| - A mí no me den consejos - Adiós pampa mía - El alacrán - Allá en el monte - Arco iris - El Atorrante - El Baccarat - Barra fuerte - La brisa - Cabecita - Charamusca - El Comorrero - La canción de los barrios - Canillita No 1 - Cara sucia - El caramelo - El chamuyo - El Chino Pantaleón - Clavel blanco - Condena - Copla porteña - Cuna de Fango - Destellos - Dos corazones - El que a hierro mata - En las sombras - Envidia - El favorito - La flor del pago | - La fondera - El gavilán - Halcón negro - Historia del Tango - Los indios - Los inseparables - El internado - El jardín del amor - Juego limpio - El laberinto (Garibaldi) - La llamada - Lo que nunca te dirán - Madreselva - Mano brava - María la gaucha - Matasano - Milonga canyengue - Milonga con variación - La muchachada del centro - Muchachita de Belgrano - La muerte de milonguita - Nobleza de arrabal - Noches de amor - Nobleza gaucha - Nueve puntos - El opio - Oro viejo - Pájaro azul - París | - La Patria del Tango - Pinta brava - La polla - El pollito - ¡Qué fideo! - La querencia - Rascacielos - Rascame la rabadilla - Reliquias porteñas - Río de oro - El riojano - Sangre azul - Simari - Sulamita - La tablada - Tangón - Tiempos viejos - El Tigre Millán - Tirasso - El triunfo - La tucumana - La última curda - Vamos a ver - Vibraciones del alma - Vos también tenés tu historia - Las vueltas de la vida - Wilson - Yo no sé que me han hecho tus ojos |

## Diskografie (Auswahl)

### Francisco Canaro y su Orquesta Típica

#### 78rpm
| - El 11 (A divertirse) / Hopa, hopa (1925) - Chonguita / Petrushka (1927) - Caminito / La vuelta de Rocha (1927) - Ilusión marina / Quejas del alma (1930) - Como anillo al dedo / Abran cancha (1931) - La marcha nupcial / Hay que aguantar (1931) - Victoria / Mirasol (1932) - La cumparsita / Esta noche me emborracho (1933) - Las doce menos cinco / Canillita (1933) - Sinfonía de arrabal / A quién le puede importar (1933) - Taconeando / Yo no sé que han hecho tus ojos (1933) - Sangre azul / Marcelo (1934) - Canaro en París / Río de oro (1934) - Orquídeas a la luz de la luna / Negrita de mi alma (1935) - Horchatera valenciana / Negrito (1935) - La cachetada / Pa que bailen las viejas (1937) - Viejas alegrías / Allá el el rancho grande (1937) - Cómo te quiero / Envidia (1938) - Pampa / Indiferencia (1938) - Pura parada / Adiós muchachos (1938) - Milonga del corazón / Historia sentimental (1938) - El porteño / La polca del espiante (1938) - Caminito / La vuelta de Rocha (1938) - Alma del bandoneón / Re-fa-si (1939) - No salgas de tu barrio / Calle Corrientes (1940) - La carrera de sortija / Tres esperanzas (1940) - Cuentan las viejas / Jardín del amor (1940) - Hay que aguantar / Lamento campero (1940) - Ave sin rumbo / Viejo ciego (1940) - Penitencia / Plegaria (1940) | - Madreselva / Mentirosa (1940) - Confesión / Un jardín de ilusión (1940) - Quién más, quién menos / Sueño chino (1940) - Tus besos fueron míos (1940) - Adiós muchachos (1941) - Ya vendrán tiempos mejores / Fin de fiesta (1941) - Picardía / Nene (1941) - Mineral / Sin rumbo (1941) - La cumparsita / El entrerriano (1941) - Tormento / Lirio blanco (1941) - El clavel del aire / No es por hablar mal (1942) - Gricel / San Benito de Palermo (1942) - Que me quiten lo bailao / Claro de luna (1942) - Destellos / Tres palabras (1942) - Mira / La cieguita de Boedo (1942) - Tormenta / Mala suerte (1942) - Tangón / Copla porteña (1942) - Nube gris / Destino de trapo (1945) - Adiós, pampa mía / Canción desesperada (1945) - Sin palabras / Déjame... no quiero verte más (1947) - Los ojos más lindos / Corazón encadenado (1950) - Quebranto / Sangre de suburbio (1951) - Pregonera / Cotorrita de la suerte (1951) - Pequeña / El triunfo (1951) - Margo / Cuatro lágrimas (1951) - Don Juan / La morocha (1951) - Milonga sentimental / Con casa y sin mujer (1951) - ¡Tú!... El cielo y tú! / Café de los Angelitos (1951) - En esta tarde gris / Mintieron tus labios (1952) - La cumparsita / El entrerriano (1952) |

#### LPs
| - Para ti, madre (1962) - Recordando los éxitos de Francisco Canaro (1964) - Homenaje a Francisco Canaro - Vol. 1 (1964) - Recordando a Canaro (1966) - Francisco Canaro (1966) - Canaro Década del '50 (1966) - Los indispensables de Canaro (1966) - Voz de tango (1967, mit der Sängerin Tita Merello) - Halcón negro (1968) | - En el viejo café (1971) - La muchachada del centro (1971) - Sentimiento gaucho (1972) - Recordando éxitos (1974) - Canaro Década del '30 (1980) - Canaro Década del '40 (1980) - El álbum de oro de Francisco Canaro (1982) - Francisco Canaro y Argentino Ledesma (1982, mit dem Sänger Argentino Ledesma) - Francisco Canaro (1983) |

#### CDs
- La melodía de nuestro adiós (1932-1938) (1991)
- Grandes Tangos - Serie Sinfónica (1993)
- Tiempos viejos (1995)
- Nobleza de arrabal (con Quinteto Pirincho) (1997)

### Quinteto Pirincho

#### LPs
- Quinteto Pirincho - Vol. 9 (1963)
- Recordando el ayer - Vol. 8 (1966)
- El Quinteto Pirincho (1967)
- Rodríguez Peña (1967)
- Quinteto Pirincho (1968)
- Tangos, valses y milongas (1968)
- Canaro (1974)
- Pirincho (1975)

#### CD
- Quinteto Pirincho, dir. Francisco Canaro (1989)

## Autobiografie
Francisco Canaro: Mis memorias - Mis bodas de oro con el tango. Corregidor, Buenos Aires 1999, ISBN 950-05-1174-6.